# RKS Jihlava
RKS Jihlava byl středovlnný vysílač sloužící k rozhlasovému vysílání. Vysílala z něj stanice ČRo Dvojka na frekvenci 981 kHz a ČRo 6 na frekvenci 1233 kHz s výkonem 7 kW. Měl 1 stožár typu JUCHO o výšce 50 m. Vysílání bylo ukončeno 31.1.2004. 12. 5. 2025 byl odstraněn.
|         | Stanice    | Kmitočet | Výkon |
| ------- | ---------- | -------- | ----- |
| AM (SV) | ČRo Dvojka | 981 kHz  | 7 kW  |
| AM (SV) | ČRo 6      | 1233 kHz | 7 kW  |